# Francisco de Lima e Silva
Francisco de Lima e Silva, Barão de Barra Grande (Rio de Janeiro, 5 de julho de 1785 – Rio de Janeiro, 2 de dezembro de 1853) foi um militar, nobre e político brasileiro.

## Biografia
Filho do marechal-de-campo José Joaquim de Lima e Silva, comendador da Ordem de Avis, e de Joana Maria da Fonseca Costa; neto paterno do sargento-mor de infantaria João da Silva da Fonseca Lima e de Isabel Maria Josefa Brandão Ivo. Era seu irmão José Joaquim de Lima e Silva (1788–1855), feito visconde de Majé.[carece de fontes?]
Desposou Mariana Cândida de Oliveira Belo, em 1801, com quem teve: Luís Alves de Lima e Silva, futuro duque de Caxias, José Joaquim de Lima e Silva Sobrinho, futuro conde de Tocantins, e Carlota Guilhermina de Lima e Silva, que se casaria com seu tio o barão de Suruí.[carece de fontes?]
Em 1824, com a patente de brigadeiro do Exército Imperial, comandou uma brigada para sufocar a Confederação do Equador. Foi presidente da Província de Pernambuco (1824–1825) e senador do Império do Brasil (1827–1853).
Destacou-se como membro da Regência Trina Provisória (1831) durante a menoridade do imperador D. Pedro II. Os demais membros da regência foram o marquês de Caravelas e Nicolau Pereira de Campos Vergueiro.
Em 17 de junho de 1831, foi eleito novamente como regente, desta vez para a Regência Trina Permanente, junto com João Bráulio Muniz e José da Costa Carvalho. Por ter exercido a função por duas vezes, recebeu a alcunha de Chico Regência.
O baronato lhe foi concedido por carta imperial de 18 de julho de 1841, o qual foi rejeitado por Francisco de Lima e Silva, ainda que conste no arquivo do Cartório de Nobreza e Fidalguia. O título faz referência a Barra Grande, na fronteira entre Alagoas e Pernambuco, onde se concentraram as tropas imperiais à época da Confederação do Equador. Recebeu também a grã-cruz da Imperial Ordem do Cruzeiro.[carece de fontes?]